# Parc national d'Oolambeyan
Le parc national d'Oolambeyan est un parc national situé en Nouvelle-Galles du Sud en Australie. D'une superficie de 22 231 hectares, il est situé au sud de Carrathool et à 46 kilomètres  au sud-est de Hay dans la région de la Riverina au sud de la Nouvelle-Galles du Sud.
Oolambeyan station était auparavant un domaine de pâturages pour mérinos qui a été acheté par le gouvernement de Nouvelle-Galles du Sud en novembre 2001.